# Pernambuco-Zwergkauz
Der Pernambuco-Zwergkauz (Glaucidium mooreorum), auch Pernambuco-Sperlingskauz oder kurz Pernambucokauz, gelegentlich auch Pernambuco-Eule genannt, ist oder war eine seltene Eulen-Art aus der Gattung der Sperlingskäuze. Er ist im brasilianischen Bundesstaat Pernambuco endemisch.

## Etymologie
Das Artepitheton ehrt die Eheleute Gordon und Betty Moore, die die Naturschutzarbeit von Conservation International in Pernambuco finanziell unterstützt haben.

## Erscheinungsbild
Der Pernambuco-Zwergkauz sieht dem Kleinstzwergkauz (Glaucidium minutissimum) sehr ähnlich und ist von diesem vor allem durch seine hellere Färbung und seine Lautäußerungen zu unterscheiden. Die Körpermaße basieren auf zwei Altvögeln, die 1980 aufgesammelt wurden. Die Größe beträgt 14 bis 15 Zentimeter, die Flügellänge beim ausgestreckten Flügel gemessen vom Flügelbug beträgt 8,7 Zentimeter, die Schwanzlänge beträgt beim ersten Exemplar 5,12 Zentimeter und beim zweiten 5,06 Zentimeter. Ein Exemplar weist ein Gewicht von 51 Gramm auf. Die Brust ist gelblich-braun mit ein paar unauffälligen weißen Flecken. Seiten und Flanken sind ebenfalls gelblich-braun mit einigen wenigen Strähnen. Der Unterbauch ist weiß mit gelblich-braunen Strähnen. Die Augen sind gelb, der Schnabel ist grünlich-gelb. Der Lauf und die Zehen sind orange-gelb.

## Lebensraum und Verbreitung

Verbreitung

Der Pernambuco-Zwergkauz ist nur von zwei Fundorten aus Pernambuco bekannt. Der erste ist das Reserva Biológica de Saltinho, das eine Fläche von 4,8 Quadratkilometern aufweist und vornehmlich von alten Sekundärwäldern dominiert ist. Der zweite Ort ist Usina Trapiche bei Sirinhaém, wo ein Individuum am Waldrand hoch im Blätterdach beobachtet wurde.

## Lebensweise
Über die Lebensweise des Pernambuco-Zwergkauzes ist fast nichts bekannt. Er ernährt sich wohl von Insekten. Bei der bislang einzigen Beobachtung eines lebenden Exemplars im Jahre 2001 verspeiste ein Männchen eine Zikade.

## Gefährdungsstatus
Zuverlässige Nachweise über diese Eulenart gibt es nur aus den Jahren 1980, 1990 und 2001. Bei Suchaktionen in Pernambuco und im angrenzenden Alagoas seit 2004 fand man keine Spur vom Pernambuco-Zwergkauz. BirdLife International geht von einem Bestand von weniger als 50 Exemplaren aus und stuft die Art in die Kategorie vom Aussterben bedroht (critically endangered) ein. Das Verbreitungsgebiet umfasst vermutlich weniger als 48 km² und ist durch die Entwaldung der Mata Atlântica stark fragmentiert.
Wie einige weitere jahrzehntelang nicht mehr nachgewiesene Vogelarten wurde der vermutlich 2001 ausgestorbene Pernambuco-Zwergkauz 2018 zur Vermeidung des Romeo-Irrtumss zur Kennzeichnung als „möglicherweise ausgestorben“ vorgeschlagen und dementsprechend 2019 in die IUCN-Rote-Liste-Kategorie „vom Aussterben bedroht (möglicherweise ausgestorben)“ eingestuft.

## Systematik
Bei den Typusexemplaren des Pernambuco-Zwergkauzes nahm man zunächst an, dass es sich entweder um eine Unterart des Kleinstzwergkauzes oder des Amazonas-Sperberkauzes handelt. Erst als 1990 die Lautäußerungen aufgenommen wurden, stellte man fest, dass es sich um eine eigenständige Art handelt. Claus König und Friedhelm Weick haben das Taxon im Jahre 2005 als Glaucicidium minutissimum reklassifiziert. Sie demonstrierten, dass die Eulenart, die 1830 von Prinz Maximilian zu Wied-Neuwied als Strix minutissima beschrieben wurde und sich im Natural History Museum at Tring befindet, nahezu identisch mit der 2002 beschriebenen Art Glaucidium mooreorum ist. Claus König brachte beim South American Classification Committee (SACC) den Vorschlag ein, das Binomen Glaucidium minutissimum für den Pernambuco-Zwergkauz zu verwenden und den Namen Glaucidium mooreorum als ungültiges Synonym zu betrachten. Dieser Vorschlag wurde 2008 vom SACC abgelehnt, da sich Königs Argumentation lediglich auf die Beschreibung von Prinz zu Wied-Neuwied bezieht, aber nicht auf eine genetische Analyse des Typusexemplars, das in Bahia aufgesammelt wurde und somit auch nicht aus dem bekannten Verbreitungsgebiet des Pernambuco-Zwergkauzes stammt. Im Gegensatz zu König & Weick (2008) wird in den aktuellen Vogelsystematiken (Howard & Moore, Clements, IOC) weiterhin der Name Glaucidium minutissimum für den Kleinstzwergkauz und Glaucidium mooreorum für den Pernambuco-Zwergkauz verwendet.